# Burning Love
Singles de Elvis Presley
An American Trilogy
(avril 1972) Separate Ways
(novembre 1972)
Burning Love est une chanson écrite par Dennis Linde. Elle est enregistrée pour la première fois par le chanteur de soul Arthur Alexander, qui l'inclut sur son album Arthur Alexander en 1972.
La version la plus célèbre de Burning Love est sa reprise par Elvis Presley, sortie chez RCA Victor au mois d'août la même année. Cette reprise se classe no 2 des ventes aux États-Unis, derrière My Ding-a-Ling de Chuck Berry. Elle constitue la dernière apparition d'Elvis Presley dans le Top 10 américain.
Burning Love a également été reprise par :
- Mother's Finest sur l'album Another Mother Further (1976)
- The Residents sur l'album The King and Eye (1989)
- Wynonna sur la bande originale du film Lilo et Stitch (2002)
- Amanda Lear sur l'album My Happiness (2014)